# Cantón Limón Indanza
Limón Indanza es un cantón perteneciente a la provincia de Morona Santiago, en Ecuador. Su cabecera cantonal es la ciudad de General Leonidas Plaza Gutiérrez.
Se encuentra al sureste del territorio de la república del Ecuador y limita al norte con el cantón Santiago, al sur con el cantón San Juan Bosco, al este con el cantón Santiago y la República del Perú y al oeste con la provincia de Azuay, exactamente con los cantones Sígsig, Chordeleg, Gualaceo y El Pan. Se encuentra establecida a una altitud de entre 1.014 a 1.400 metros sobre el nivel del mar, aunque su cabecera cantonal se encuentra situada a una altitud de 1100 metros, su clima es templado y húmedo, manteniendo una temperatura promedio de 18 a 22 grados centígrados.
Su cantonización se decretó por el Congreso Nacional el 7 de noviembre de 1950, siendo legalmente cantonizado a partir de la promulgación de tal decreto en el Registro Oficial del 12 de diciembre de 1950, formando parte de la provincia de Santiago Zamora. En 1953, pasó a formar parte de la nueva provincia de Morona Santiago.

## Toponimia
La denominación de "Limón Indanza" proviene de la unión de los nombres de las poblaciones de Limón e Indanza, las dos poblaciones más representativas del cantón.
- El poblado de Indanza fue denominado así por los primeros colonos, quienes al llegar al río de la población, que hoy conocemos como río Indanza) aprovechaban para dar de beber a sus caballos, fue debido a esta práctica que conocieron de la riqueza aurífera del río, lo que dio inicio al primer asentamiento del cantón. De ahí la unión de dos palabras aimaras: ind = caballos y anza = río o agua, lo que significaba literalmente: «río de los caballos».

- El poblado de Limón se asentó en las riveras del río Cungumi, en donde estaba plantado un árbol de limón, del que los primeros colonos usaban descansaban y tomar sus frutos, debido a lo cual fue muy común denominar a ese sector como El Limón.

## Historia

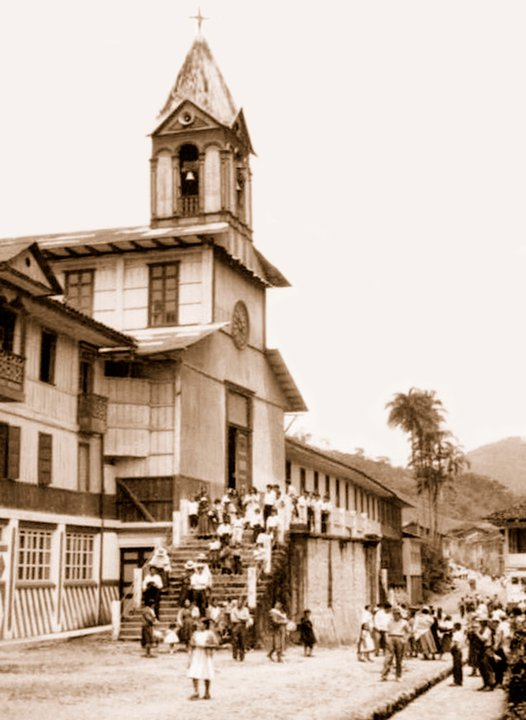
Centro cantonal de Limón Indanza. Año 1960

La ciudad de General Leonidas Plaza Gutiérrez –cabecera cantonal de Limón Indanza- se asienta al costado oriental del río Yunganza. Anteriormente a su colonización, estas tierras estuvieron habitadas por hombres y mujeres de raza shuar, dentro de los terrenos de ocupación del cacique Sharupi, quien era propietario de una extensión considerable de terrenos (la totalidad del valle de Yungantza) y fue la cabeza de un imperio familiar. En la propiedad de la familia Sharupi había un árbol de limón al que los mineros solían denominar El limón de Sharupi. El primer colono que transitó por el valle del Yungantza (en donde hoy se asienta la ciudad de General Leonidas Plaza Gutiérrez) fue el Padre Francisco Mattana, quien, en 1898, con la misión de evangelizar a los shuar, llegó hasta Gualaquiza con la misión encomendada a él por Don Bosco, Padre de la Orden Salesiana, para fundar la primera misión salesiana amazónica del Ecuador.

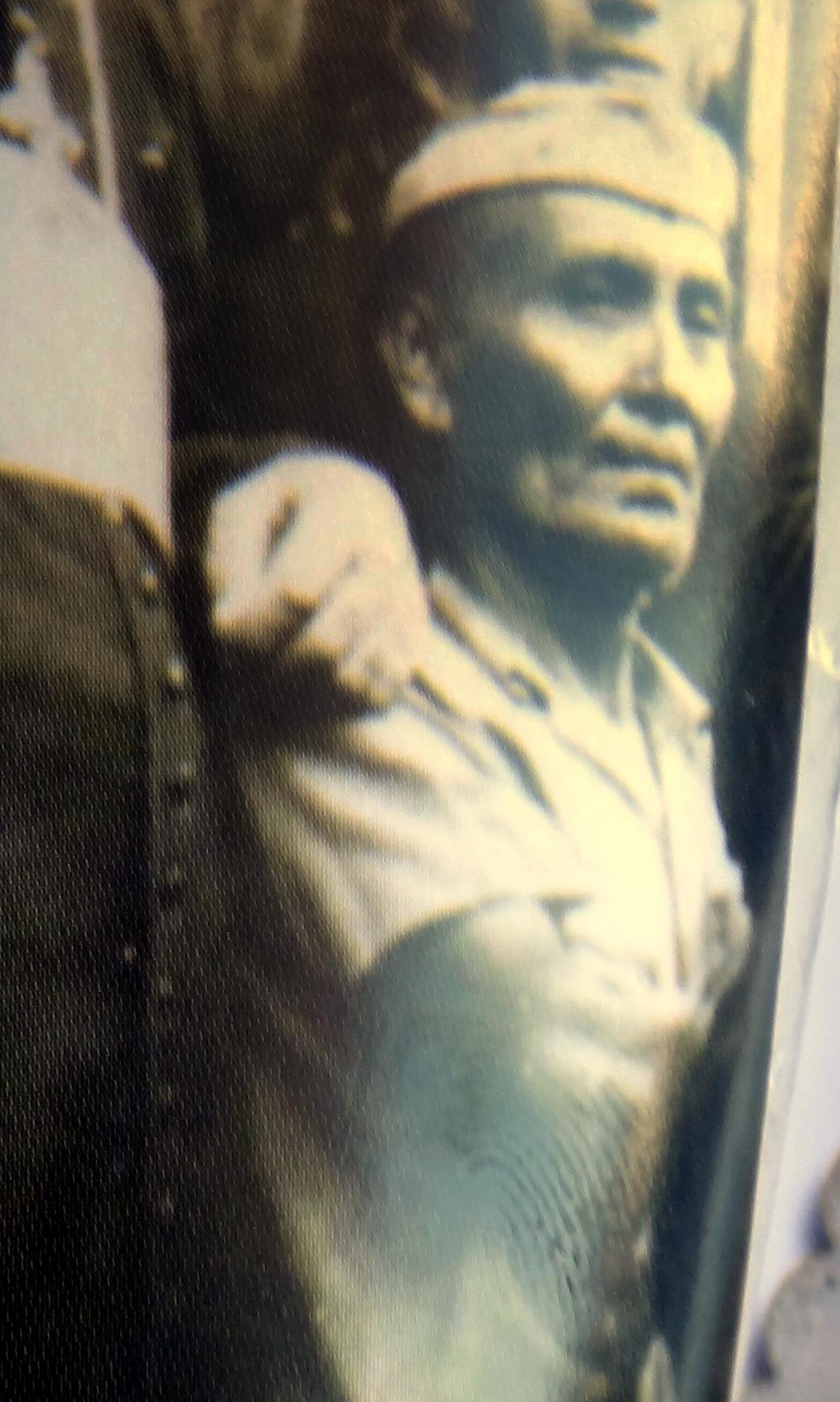
Hasta inicios del siglo XX, el patriarca Sharupi fue el propietario de todas las tierras que rodeaban a un árbol de limón: El Limón de Sharupi.
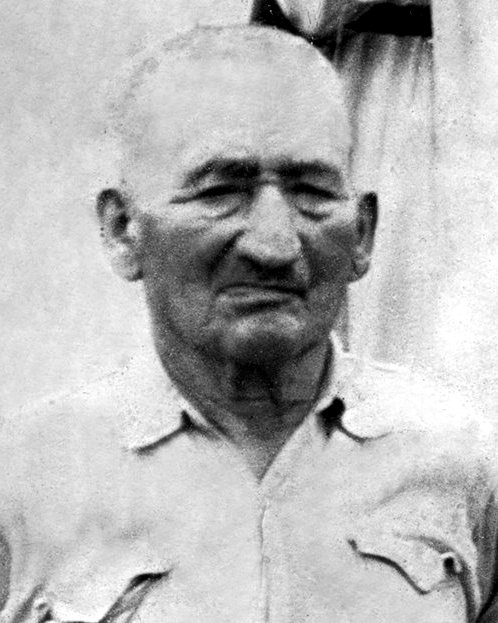
Eliseo Arévalo fue el primero en comprar un terreno al patriarca Sharupi, en él creó su entable y a su rededor se creó el pueblo.

A inicios del siglo XX, se inician expediciones de mineros artesanales quienes se aventuraban en viajes desde la Sierra hasta el Oriente en busca de oro. Varios eran los caminos que se habían trazado con destino a la amazonia, uno de ellos –y el más corto de todos- era aquel que tenía como punto de partida al cantón Gualaceo de la provincia del Azuay y, atravesando la cordillera de los Andes, tenía como destino a las tierras colindantes del Río Indanza, las que formaban un valle que, según contaban los primeros colonos, era un valle amazónico que se encontraba empotrado en las faldas de la cordillera de los Andes, de naturaleza exótica, donde habitaban los shuar. 
Después de 1910 varios mineros artesanales viajaron desde la parroquia Chordeleg en busca de oro, una época conocida como la Fiebre del Oro, ingresando hasta las sabanas de las orillas del río Indanza, sin que tuviera interés en radicarse ahí. Sin embargo, en el año 1913, el señor Eliseo Arévalo, decidido a fundar un pueblo, compró al cacique Sharupi un terreno a la orilla derecha del río Yunganza donde creó su entable. Al enterarse de estos acontecimientos, en 1914 un grupo de mineros desconocidos llegó en una expedición hasta las orillas del río Indanza, configurando el primer campamento colono-mestizo de esas tierras. Se sabe de los señores Luis Ríos Rodríguez y Juan Bautista Cobos que fueron los segundos en asentarse. En el mismo año, con fecha 4 de agosto de 1914,  los salesianos enviaron una misión para colonizar el Oriente ecuatoriano, llegando los padres Albino del Curto, Juan Bonicatti y Telesoforo Corbellini hasta las riveras del río Indanza, en donde dedicarían los próximos años a la enseñanza religiosa y la compra de tierras a los shuar que habitaban en terrenos cercanos. Aquellos primeros colonos tuvieron que sobrevivir en la intemperie de la selva, rodeados de insectos y animales peligrosos, además de la fuerte oposición de los nativos del lugar: los caciques Cashinda y Anguash.
Con la llegada de la misión salesiana, los colonos que se dedicaron a la minería decidieron establecerse en la comunidad que hoy se conoce como Indanza, la cual fue haciéndose una población cada vez más habitada con el paso de los años, llegando a convertirse en parroquia civil en 1931, perteneciente en ese entonces al cantón Santiago de la provincia de Santiago Zamora. Nombres de personas tales como Alfonso Galarza, Isaac Orellana, Daniel Pedrován y José Miguel Cabrera, constan en actas de reuniones civiles previas a la parroquialización de Indanza.
Aquellos mineros que ya se habían establecido en el sector de Indanza, inician una exploración de los alrededores, llegando la noticia que cerca de Indanza, existía un río con una riqueza aurífera mayor, este río cruzaba las heredades del cacique Sharupi y tenía el nombre de río Cungumi, que además estaba cerca de un río de gran caudal (río Yunganza), en cuyas tierras habitaba el cacique Sharupi quien tenía predisposición a ceder sus tierras a cambio de bienes tales como escopetas y caballos. Al llegar al latifundio del cacique Sharupi, éste les demostró hospitalidad e invitó a los mineros para aprovecharse de las riquezas que sus tierras podían dar. En aquella propiedad, junto al río Cungumi –de donde se extraía oro- había una plantación de limoneros, que con su frondosidad hacían sombra fresca para que quienes se encontraban minando en ese río tuvieran un lugar para descansar -refrescarse con la sombra que hacía o guarecerse si llovía- y preparar bebidas con sus frutos. Este árbol de limón fue aquel que dio el nombre a ese lugar, según se decía los mineros al referirse a que buscaban oro en el lugar donde queda el limón del Sharupi.

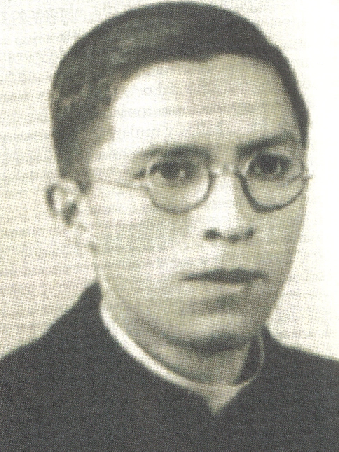
Padre Miguel Ulloa

Hacia el año 1924, la comunidad minera establecida en lo que hoy se conoce como Limón (hoy General Leonidas Plaza Gutiérrez), comprendía de 25 habitantes, los cuales se dedicaban a la minería en su totalidad. La colonia Limón creció a paso agigantado, de tal manera que la tenencia política de la parroquia Indanza se había establecido en tal caserío, debido esto a su crecimiento económico y demográfico.
En el año 1934, llega a Limón el representante de la misión Salesiana, Padre Tomás Plá, quien fue uno de los personajes de Limón con mayor incidencia en su historia, quien en 1936, conjuntamente con la población civil, construyó una capilla a Limón Indanza en busca de establecer un vínculo mayor entre la Iglesia y sus habitantes. El Padre Tomás Plá fue uno de los labradores del desarrollo de Limón Indanza, impulsando la parroquialización de las tierras conocidas como Limón (hoy General Leonidas Plaza Gutiérrez). Lastimosamente el 13 de noviembre de 1936, mientras se trasladaba desde Limón hasta Indanza, el Padre Tomás Plá sufrió una caída de su caballo, lo cual luego de una agonía dolorosa, terminaría matándolo el 12 de diciembre de 1936. Hoy en día se puede observar un monumento levantado en honor al Reverendo Padre Tomás Plá, situado en el parque central de General Leonidas Plaza Gutiérrez.
En 1941 se formó la Sociedad Obrera El Limón-Indanza, más tarde conocida como Sociedad Obrera Don Bosco, que obtuvo reconocimiento jurídico en 1944, siendo la primera organización civil que dio impulso al desarrollo de la cantonización de Limón Indanza. 
Con fecha 7 de agosto de 1944, el batallón Tungurahua se traslada desde su centro de operaciones que se encontraba situado en la ciudad de Méndez hasta General Leonidas Plaza. Así, el ejército ecuatoriano fue el encargado de trazar las calles centrales y otras obras importantes tales como la construcción de la avenida conocida hoy como Avenida del Ejército y el desmonte y lastrado de las tierras sobre las cuales se habría de construir a futuro el parque central de Limón Indanza.
El Padre Miguel Ulloa, llegó al caserío denominado en aquel entonces Limón, el 20 de agosto de 1948, en reemplazo del Padre Della Zana. Este joven Padre sería quien impulsaría la iniciativa del Padre Tomás Plá, llevando a cabo la parroquialización de Limón con fecha 27 de febrero de 1949, bajo el nombre de General Leonidas Plaza Gutiérrez. El Reverendo Padre Miguel Ulloa, siguió luchando incansablemente por la cantonización de Limón, llegando a conformar una comisión para este fin. Así, el Padre Miguel Ulloa, viaja a la ciudad de Quito con la finalidad de asesorarse sobre proyectos de cantonización planteando la iniciativa de cantonización sobre la base de cinco principios, propuestos de la siguiente manera:

1. Para los habitantes de la parroquia General Plaza es difícil trasladarse hacia el cantón Santiago de Méndez, respecto de la realización de actos administrativos. Ante lo cual es necesario que los habitantes de General Plaza tengan autonomía política y administrativa para poder velar por su desarrollo.
2. General Plaza se encuentra ubicado en una zona geográfica totalmente distinta a la de la cabecera cantonal de Santiago, con grandes diferencias, lo cual viene a constituir un precedente para su autonomía. Así, mientras el cantón Santiago está ubicado en plena amazonía, con un clima cálido-húmedo, la parroquia General Plaza y sus alrededores se encuentran en las faldas de la cordillera de Los Andes, con un clima templado-húmedo, variando así incluso de flora y fauna.
3. Que el crecimiento demográfico de General Plaza y sus alrededores es suficiente para la creación de un nuevo cantón en la Amazonia ecuatoriana.
4. Que el General Plaza es el punto de tránsito más próximo a la Sierra y es de paso obligatorio por todas las personas que quieran trasladarse hasta la provincia del Azuay.
5. Que su cercanía con el cantón Gualaceo de la provincia del Azuay hace posible que de ser General Plaza cantonizado, este nuevo cantón se convierta en un foco de desarrollo para toda la provincia de Santiago Zamora.

Una vez planteada la cantonización de General Plaza, la comisión solicitó comparecer ante el Municipio del cantón Santiago con la finalidad de exponer sus planteamientos y recibir apoyo, presentándose ante el concejo con fecha 11 de noviembre de 1950, día en que no fueron recibidos alegando la ausencia del Presidente del Municipio, volviendo a repetirse la excusa hasta el día 14, cuando la negativa se produjo por última vez, razón por la que el Reverendo Padre Miguel Ulloa solicitó al Jefe Político que se levante un acta haciendo constar la ausencia del Presidente del Municipio y con una copia de esa acta viajan hasta la ciudad de Macas y posteriormente realizan un itinerario hasta Quito, en donde se presentan ante las Cámaras de Diputados y Senadores respectivamente, consiguiendo así el apoyo de una mayoría de diputados y senadores, quienes apoyarían la cantonización de Limón Indanza, muy a pesar de la oposición del entonces presidente de la república Galo Plaza Laso, quien se oponía en virtud de la falta de requisitos para que la parroquia se eleve a categoría de cantón. El mérito de la victoria política se debía a la habilidad diplomática y proceder ilustrado del Padre Miguel Ulloa, quien llegaría a establecer amistades con personalidades políticas del Ecuador con la finalidad de cantonizar a Limón Indanza.
En el mes de junio de 1951, durante la presidencia de Galo Plaza, se firma el decreto de cantonización del nuevo cantón de Limón Indanza, con su cabecera cantonal la parroquia de General Leonidas Plaza, compuesto además de otras tres parroquias: Indanza; y las nuevas parroquias creadas en el mismo decreto, San Antonio y Santa Susana de Chiviaza.
El 17 de junio de 1951 se conforma el primer consejo cantonal, presidido por el señor Francisco Córdova, el cual duró en sus funciones hasta el 7 de octubre de 1951, ingresando en su reemplazo el señor Emmanuel Orellana en calidad de presidente del concejo de Limón Indanza de ese entonces.

## Descripción
El cantón se encuentra situado en un valle constituido por cerros y montañas que forman parte de las estribaciones de la Cordillera de los Andes que se levanta por el occidente, formando una hoya que tiene una estrecha salida hacia la amazonía por el norte. Hacia el occidente se encuentra el cerro Bosco y Patococha conformados por páramos mientras que hacia el norte, el cantón Limón Indanza está constituido por selvas tropicales que conducen hacia valles extensos. Hacia el sur y este se ingresa a la selva amazónica.

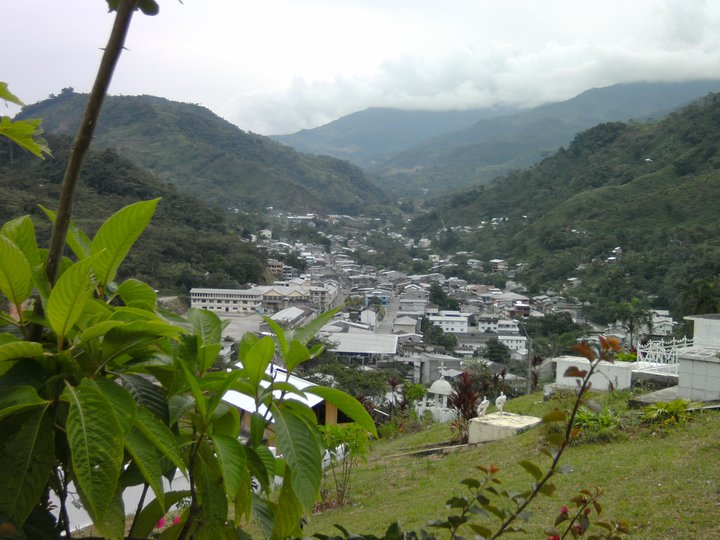
Vista panorámica de General Leonidas Plaza Gutiérrez, cabecera cantonal de Limón Indanza

La cultura tiene rasgos serranos. El dialecto es arraigado, proveniente de las poblaciones de la sierra. Las costumbres populares usan de manera pintoresca los “castillos de fuegos pirotécnicos” y las “vacas locas”, la música de acordeones y guitarras fue muy popular en alguna época también.
Hay una gran riqueza gastronómica extraída de la sierra a la cual se ha incorporado la comida amazónica. Debido a la mezcla de culturas que se produjo en Limón Indanza es que podemos encontrar platos variados, tales como el cuy con papas, cáscaras de chancho, llapingachos, ayampacos, pescado de agua dulce y la chicha de yuca y chonta, así como diversas especialidades propias de la amazonía ecuatoriana.
El cantón Limón Indanza tiene una extensión de 2.101,42 kilómetros cuadrados, con una densidad poblacional de aproximadamente 4,9 habitantes por cada kilómetro cuadrado.

## División política
Limón Indanza tiene 6 parroquias:
- General Leonidas Plaza Gutiérrez
- Indanza
- San Miguel de Conchay
- San Antonio
- Santa Susana de Chiviaza
- Yunganza

## Demografía
El censo realizado en el año 2001, el crecimiento demográfico de Limón Indanza es de 1,3% de promedio anual dentro del último periodo intercensal, que asciende a 10.192 habitantes, de los cuales el 50,7% de la población está conformado por mujeres y un 49.3% se conforma por hombres. De este dato, la desmembración por el lugar de residencia de sus habitantes es de 4.443 (44,8%) personas que habitan en el sector urbano y 6.479 (66,2%) que residen en el sector rural, según el INEC.
La población del cantón Limón Indanza, según el censo del 2001, representa el 8,8 % del total de la Provincia de Morona Santiago; caracterizándose por ser una población joven, ya que el 53,3% del total de sus habitantes son menores de 20 años.

### Tabla de población
Población según el área
| AREA      | TOTAL | HOMBRES | MUJERES |
| --------- | ----- | ------- | ------- |
| Urbana    | 3.443 | 1.638   | 1.805   |
| Rural     | 6.749 | 3.390   | 3.359   |
| Periferia | 574   | 293     | 281     |

Población según parroquias
| PARROQUIA                        | TOTAL | HOMBRES | MUJERES |
| -------------------------------- | ----- | ------- | ------- |
| General Leonidas Plaza Gutiérrez | 3.443 | 1.638   | 1.805   |
| Indanza                          | 888   | 425     | 463     |
| San Antonio                      | 874   | 463     | 411     |
| San Miguel de Conchay            | 2.597 | 1.269   | 1.328   |
| Santa Susana de Chiviaza         | 812   | 415     | 397     |
| Yunganza                         | 1.004 | 525     | 479     |